# Tvrdošín
Tvrdošín (în maghiară Turdossin) este un oraș din Slovacia cu 9.548 locuitori.

## Demografie
| An:                | 1994 | 2004   | 2014   | 2024   |
| ------------------ | ---- | ------ | ------ | ------ |
| Număr de persoane: | 9427 | 9453   | 9311   | 8695   |
| Diferență:         |      | +0,27% | −1,50% | −6,61% |

| An:                | 2023 | 2024   |
| ------------------ | ---- | ------ |
| Număr de persoane: | 8760 | 8695   |
| Diferență:         |      | −0,74% |